# Chlamydoselachus thomsoni
Chlamydoselachus thomsoni é uma espécie extinta de tubarões que viveu no cretáceo cujo fóssil foi encontrado na ilha James Ross.